# Altengronau
Altengronau ist nach Sterbfritz (Sitz der Gemeindeverwaltung) und vor Oberzell der zweitgrößte von 12 Ortsteilen der Gemeinde Sinntal, im osthessischen Main-Kinzig-Kreis.

## Geografie

### Geografische Lage
Der Ort liegt an der hessisch-bayerischen Landesgrenze am nordöstlichen Rand des waldreichen Naturparks Spessart, sowie am südwestlichen Rand des Biosphärenreservates Rhön, bzw. der Brückenauer Kuppenrhön. Die Ortslage befindet sich am rechten Ufer unterhalb der Vereinigung der Breiten Sinn und der Schmalen Sinn. In Altengronau mündet die Gronau in die Sinn.

### Nachbarorte
| Barackenhöfe-(Marjoß) Main-Kinzig-Kreis | Sinntal-Neuengronau Main-Kinzig-Kreis  | Sinntal-Mottgers Main-Kinzig-Kreis         |
|                                         |                                        | Markt Zeitlofs Landkreis Bad Kissingen     |
| Sinntal-Jossa Main-Kinzig-Kreis         | Markt Obersinn Landkreis Main-Spessart | Roßbach (Zeitlofs) Landkreis Bad Kissingen |

## Geschichte

### Ursprünge
Die älteste bekannte urkundlich Erwähnung von Altengronau erfolgte in einer in lateinischer Sprache verfassten Urkunde, der zufolge ein gewisser Hainradus den Ort Gruona oberhalb des Flusses Gaza (heute: Jossa) zu seinem Seelenheil dem Kloster Echternach vermachte; die Urkunde trägt als einziges Datierungsmerkmal das zehnte Königsjahr Karls des Großen. Gemäß den Ausführungen des luxemburgischen Historikers Henri-Camille Wampach zur Datierung der Echternacher Urkunden wurde die Schenkung des Hainradus auf das Jahr 780 datiert. Dieses Datum ist heute als erstmalige urkundliche Erwähnung Altengronaus allgemein gebräuchlich.
Abweichend hiervon spricht sich die jüngere Forschung für eine Datierung von Karls Regierungsjahren als König bereits ab 768 aus. Nachdem Karls Vater Pippin am 24. September des Jahres 768 verstorben war, wählte eine Versammlung am 9. Oktober dessen Söhne Karl und Karlmann gemeinschaftlich zu Königen im Frankenreich; Karlmann regierte im südöstlichen Reichsteil, Karl den anderen Teil. Folgt man dieser Auslegung, so ist die Schenkungsurkunde des Hainradus und damit die erstmalige urkundliche Erwähnung Altengronaus auf die Jahre 777 oder 778 zu datieren.

### Zeit des Heiligen Römischen Reiches
Am 19. März 907 kam der Ort Altengronau, er wird als locus bezeichnet, durch Gütertausch der Klöster Echternach und Fulda in den Besitz des Klosters Fulda; den Tausch vollzog der ostfränkische König Ludwig das Kind vor dem Reichstag zu Fürth (?) Altengronau wird damals beschrieben als Gronhaa in Salagowe (Gronau im Saalgau). In erhaltenen Urkunden wurde Altengronau später unter den folgenden Namen erwähnt (in Klammern das Jahr der Erwähnung): Grunaha (1166), Grunau (1346), Alten Gronaw (1358) und Burggronau.
Die Geschicke des Ortes wurden im Zeitraum von etwa 1300 bis 1648 maßgeblich durch das alte fränkische Rittergeschlecht der Herren von Hutten bestimmt. Diese bildeten mit dem Gericht Altengronau einen eigenen Gerichtsbezirk, der sich auch auf zahlreiche benachbarte Ortschaften erstreckte. Als Stammvater der Herren von Hutten zu Gronau gilt Ludwig von Hutten, der in einer am 21. Juni 1300 ausgestellten Urkunde erwähnt wird. Es wird vermutet, dass Ludwig „das alte Haus“ bewohnte – die erste Burganlage zu Altengronau, für deren Existenz keine archäologischen Befunde vorliegen, deren Standort jedoch im Wald auf dem Frauenberg vermutet wird. Die von Hutten errichteten in Altengronau insgesamt vier Burganlagen, von denen zwei bis heute erhalten sind.
Im Heiligen Römischen Reich ist die Geschichte Altengronaus durch häufige Wechsel der Eigentumsverhältnisse gekennzeichnet. So gehörte der Ort unter anderem zur Herrschaft Hanau und wurde im Jahre 1376 durch Ulrich IV. von Hanau an Ludwig „den Älteren“ von Hutten gegen ein Darlehen als Pfand gegeben. Später gehörte Altengronau zur Grafschaft Hanau (folgend zur Grafschaft Hanau-Münzenberg) und wurde im Jahre 1478 durch Philipp I. von Hanau-Münzenberg an Lorenz von Hutten zum Lehen gegeben. Den Grafen von Hanau gelang es jedoch nicht, Altengronau im Rahmen der Territorialisierung ihrer Grafschaft fest in diese einzubinden. Der Einfluss der Herren von Hutten und anderer Adelshäuser wie der von Thüngen blieb hier immer massiv präsent.
Im Jahre 1648 wurden die im Dreißigjährigen Krieg zerstörten Besitzungen der Herren von Hutten zu Gronau durch Philipp Daniel von Hutten an Amalie Elisabeth von Hanau-Münzenberg, Landgräfin von Hessen-Kassel, verkauft – unter Vorbehalt seiner weiteren Zugehörigkeit zur reichsritterlichen Matrikel. Damit endete die seit dem 13. Jahrhundert währende Herrschaft der Herren von Hutten in Altengronau.
Der Hauptstamm der Herren von Hutten zu Gronau erlosch mit dem Ableben von Johann Hartmann am 17. Januar 1704 in Sannerz.

### Spätere Herrschaftsentwicklung
Nach dem Tod des letzten Hanauer Grafen Johann Reinhard III. im Jahr 1736 erbten die Landgrafen von Hessen-Kassel die gesamte Grafschaft Hanau-Münzenberg. Altengronau gehörte später in napoleonischer Zeit vorübergehend zum Großherzogtum Frankfurt (1810 bis 1813) und danach wieder zum Kurfürstentum Hessen. Nach der Verwaltungsreform des Kurfürstentums Hessen von 1821, im Rahmen derer Kurhessen in vier Provinzen und 22 Kreise eingeteilt wurde, gehörte Altengronau zum Landkreis Schlüchtern und zum Justizamt Schwarzenfels.
Im Zuge der Gebietsreform in Hessen wurde zum 1. Dezember 1969 der bis dahin selbständige Nachbarort Neuengronau auf freiwilliger Basis eingegliedert. Kraft Landesgesetz wurde am 1. Juli 1974 Altengronau zu einem Ortsteil der Gemeinde Sinntal, und durch die Auflösung des Kreises Schlüchtern wiederum zu einem Teil des Main-Kinzig-Kreises. Für Altengronau und Neuengronau wurden, wie für die übrigen Ortsteile von Sinntal, ein Ortsbezirk mit Ortsbeirat und Ortsvorsteher nach der Hessischen Gemeindeordnung gebildet.

### Verwaltungsgeschichte im Überblick
Die folgende Liste zeigt die Staaten und Verwaltungseinheiten, denen Altengronau angehört(e):
- vor 1648: Heiliges Römisches Reich, Besitz derer von Hutten-Kronau
- ab 1648: Heiliges Römisches Reich, Landgrafschaft Hessen-Kassel, Grafschaft Hanau-Münzenberg, Amt Altengronau
- ab 1803: Heiliges Römisches Reich, Landgrafschaft Hessen-Kassel, Fürstentum Hanau, Amt Altengronau[Anm. 2]
- 1806–1810: Kaiserreich Frankreich,[Anm. 3] Fürstentum Hanau, Amt Altengronau
- 1810–1813: Großherzogtum Frankfurt, Departement Hanau, Distrikt Altengronau
- ab 1815: Kurfürstentum Hessen, Fürstentum Hanau, Amt Altengronau[17]
- ab 1821: Kurfürstentum Hessen, Provinz Hanau, Kreis Schlüchtern[18][Anm. 4]
- ab 1848: Kurfürstentum Hessen, Bezirk Hanau
- ab 1851: Kurfürstentum Hessen, Provinz Hanau, Kreis Schlüchtern
- ab 1867: Königreich Preußen, Provinz Hessen-Nassau, Regierungsbezirk Kassel, Kreis Schlüchtern
- ab 1871: Deutsches Reich, Königreich Preußen, Provinz Hessen-Nassau, Regierungsbezirk Kassel, Kreis Schlüchtern
- ab 1918: Deutsches Reich, Freistaat Preußen, Provinz Hessen-Nassau, Regierungsbezirk Kassel, Kreis Schlüchtern
- ab 1944: Deutsches Reich, Freistaat Preußen, Provinz Nassau, Landkreis Schlüchtern
- ab 1945: Deutsches Reich, Amerikanische Besatzungszone, Groß-Hessen, Regierungsbezirk Wiesbaden, Landkreis Schlüchtern
- ab 1946: Deutsches Reich, Amerikanische Besatzungszone, Hessen, Regierungsbezirk Wiesbaden, Landkreis Schlüchtern
- ab 1949: Bundesrepublik Deutschland, Hessen, Regierungsbezirk Wiesbaden, Landkreis Schlüchtern
- ab 1968: Bundesrepublik Deutschland, Hessen, Regierungsbezirk Darmstadt, Landkreis Schlüchtern
- ab 1974: Bundesrepublik Deutschland, Hessen, Regierungsbezirk Darmstadt, Main-Kinzig-Kreis, Gemeinde Sinntal

## Bevölkerung

### Einwohnerstruktur 2011
Nach den Erhebungen des Zensus 2011 lebten am Stichtag dem 9. Mai 2011 in Altengronau 1185 Einwohner. Darunter waren 18 (1,5 %) Ausländer.
Nach dem Lebensalter waren 189 Einwohner unter 18 Jahren, 472 zwischen 18 und 49, 267 zwischen 50 und 64 und 258 Einwohner waren älter. Die Einwohner lebten in 504 Haushalten. Davon waren 138 Singlehaushalte, 135 Paare ohne Kinder und 183 Paare mit Kindern, sowie 42 Alleinerziehende und 6 Wohngemeinschaften. In 96 Haushalten lebten ausschließlich Senioren und in 309 Haushaltungen lebten keine Senioren.

### Einwohnerentwicklung
| Quelle: Historisches Ortslexikon |                                |
| • vor 1618:                      | 35 Haushaltungen               |
| • 1747:                          | 50 Haushaltungen               |
| • 1812:                          | 75 Feuerstellen, 791 Einwohner |
| • 1821:                          | 75 Häuser                      |

| Altengronau: Einwohnerzahlen von 1812 bis 2020 | Altengronau: Einwohnerzahlen von 1812 bis 2020 | Altengronau: Einwohnerzahlen von 1812 bis 2020 | Altengronau: Einwohnerzahlen von 1812 bis 2020 | Altengronau: Einwohnerzahlen von 1812 bis 2020 |
| --- | ---------------------------------------------- | ---------------------------------------------- | ---------------------------------------------- | ---------------------------------------------- |
| Jahr |                                                |                                                |                                                | Einwohner                                      |
| 1812 | 1812                                           |                                                | 791                                            | 791                                            |
| 1834 | 1834                                           |                                                | 747                                            | 747                                            |
| 1840 | 1840                                           |                                                | 738                                            | 738                                            |
| 1846 | 1846                                           |                                                | 823                                            | 823                                            |
| 1852 | 1852                                           |                                                | 824                                            | 824                                            |
| 1858 | 1858                                           |                                                | 796                                            | 796                                            |
| 1864 | 1864                                           |                                                | 801                                            | 801                                            |
| 1871 | 1871                                           |                                                | 1.375                                          | 1.375                                          |
| 1875 | 1875                                           |                                                | 835                                            | 835                                            |
| 1885 | 1885                                           |                                                | 833                                            | 833                                            |
| 1895 | 1895                                           |                                                | 891                                            | 891                                            |
| 1905 | 1905                                           |                                                | 982                                            | 982                                            |
| 1910 | 1910                                           |                                                | 1.027                                          | 1.027                                          |
| 1925 | 1925                                           |                                                | 1.019                                          | 1.019                                          |
| 1939 | 1939                                           |                                                | 1.037                                          | 1.037                                          |
| 1946 | 1946                                           |                                                | 1.591                                          | 1.591                                          |
| 1950 | 1950                                           |                                                | 1.516                                          | 1.516                                          |
| 1956 | 1956                                           |                                                | 1.338                                          | 1.338                                          |
| 1961 | 1961                                           |                                                | 1.268                                          | 1.268                                          |
| 1967 | 1967                                           |                                                | 1.315                                          | 1.315                                          |
| 1979 | 1979                                           |                                                | 1.347                                          | 1.347                                          |
| 1990 | 1990                                           |                                                | 1.398                                          | 1.398                                          |
| 1995 | 1995                                           |                                                | 1.421                                          | 1.421                                          |
| 2000 | 2000                                           |                                                | 1.390                                          | 1.390                                          |
| 2005 | 2005                                           |                                                | 1.346                                          | 1.346                                          |
| 2010 | 2010                                           |                                                | 1.283                                          | 1.283                                          |
| 2011 | 2011                                           |                                                | 1.185                                          | 1.185                                          |
| 2015 | 2015                                           |                                                | 1.281                                          | 1.281                                          |
| 2020 | 2020                                           |                                                | 1.233                                          | 1.233                                          |
| Datenquelle: Historisches Gemeindeverzeichnis für Hessen: Die Bevölkerung der Gemeinden 1834 bis 1967. Wiesbaden: Hessisches Statistisches Landesamt, 1968. Weitere Quellen: LAGIS; nach 1970: Gemeinde Sinntal; Zensus 2011 |                                                |                                                |                                                |                                                |

### Historische Religionszugehörigkeit
| • 1885: | 0648 evangelische (= 97,15 %), 2 katholische (= 0,30 %), 17 jüdische (= 2,55 %) Einwohner |
| • 1961: | 1104 evangelische (= 87,07 %), 153 katholisch (= 12,07 %) Einwohner                       |

## Kultur und Sehenswürdigkeiten

### Bildung

#### Kindergarten
In Altengronau gibt es den Kindergarten „Sonnenschein“. Er bietet Platz für bis zu 70 Kinder, die in 3 Gruppen aufgeteilt sind:
altersübergreifenden Gruppe ab 2 Jahren, Kindergartengruppe ab 3 Jahren und externe Waldgruppe

#### Schulen
Schon früh, im Jahr 1666 wird ein erstes Schulhaus in Altengronau erwähnt. Mit dem Anwachsen der Schülerzahl wurden neue Standorte und Gebäude zu Schulzwecken genutzt, so auch die Huttenburg. In Altengronau gibt es heute die Hans-Elm-Schule. Es ist eine Grund-, Haupt- und Realschule. Sie wird nicht nur von Kindern aller Ortsteile der Gemeinde Sinntal, sondern auch von den Schülern des zur Stadt Steinau gehörenden Nachbarortes Marjoß besucht.
Weiterführende Schulen gibt es in Schlüchtern mit dem Ulrich-von-Hutten-Gymnasium, in Wächtersbach mit der Friedrich-August-Genth-Schule (Kooperative Gesamtschule), in Gelnhausen dem Grimmelshausen-Gymnasium und in Bad Soden-Salmünster der Henry-Harnischfeger-Schule (Integrierte Gesamtschule).

### Bauwerke
- Huttenburg Altengronau
- Wasserschloss Altengronau
- Christi-Himmelfahrt-Kirche (evangelisch)
- Jüdischer Friedhof Altengronau
- Alte Brücke und Zollhaus

Für das Passieren der malerischen alten Brücke über die Sinn, die in ihrer heutigen Form im Jahre 1753 errichtet wurde und das Wappen der Landgrafen von Hessen-Kassel trägt, musste im 18. Jahrhundert ein Brückengeld entrichtet werden; aus dieser Zeit stammt auch das an der Hauptstraße gelegene Zollhaus.
- Spiegelglashütte

In den Jahren 1765 bis 1791 befand sich in Altengronau eine Spiegelglashütte (als Nebenbetrieb des durch die hessischen Landgrafen erbauten Blaufarbenwerkes Schwarzenfels in Mottgers). Die im Sinntal hergestellten Spiegel waren bedeutend und wurden auch in das benachbarte Ausland exportiert. Das Haus des Verwalters der Altengronauer Glashütte ist bis heute erhalten geblieben; das etwa 30 Meter lange Werksgebäude ist dagegen verschwunden.
- Mühlen

Innerhalb des Ortes befanden sich im südöstlichen Bereich an einem von der Sinn abzweigenden Betriebsgraben zwei Mühlen: Die sogenannte Mühle Altengronau, eine Getreide-, Säge- und Ölmühle (1975 stillgelegt), sowie eine Papiermühle, die später durch den heute ebenfalls stillgelegten Steinverarbeitungsbetrieb Gerhäuser Marmorwerke weitergenutzt wurde.
- Tunnel Altengronauer Forst

### Naturdenkmäler
Außerhalb der Ortslage Altengronau finden sich die nachstehenden Naturschutzgebiete, die aufgrund der hier anzutreffenden Arten von überregionaler Bedeutung sind:
- Sinnwiesen von Altengronau (NSG-Nr.: 435-047)
- Struth von Altengronau (NSG-Nr.: 435-024)

### Regelmäßige Veranstaltungen
- Fastnachtsumzug (abwechselnd im Zwei-Jahres-Rhythmus mit der Nachbargemeinde Zeitlofs)
- Schachblumenfest des Landfrauenvereins Altengronau (jährlich zwischen der zweiten April- und ersten Maihälfte)
- Sinner Rock Festival (am zweiten Wochenende im September)
- Zeltkirmes (jährlich am Wochenende des ersten Sonntags im September)
- Weihnachtsmarkt am Dorfplatz

### Vereine
- Alegrüner Fosenöchter e. V.
- ARGE Altengronauer Vereine
- Förderverein Ev. Kirche Altengronau
- Fußballverein Viktoria 1928/73 e. V.
- Hoch-Tief
- Kirchenchor
- Landfrauenverein Altengronau
- Männerchor Sangeslust
- Modellflug Gronautal
- Oldtimer- und Schlepperfreunde
- Quärchstiefel e. V.
- Schützenverein Altengronau 1924
- Turn- und Sportverein 1911 e. V.
- Verkehrs- und Heimatverein e. V. Altengronau

## Wirtschaft und Infrastruktur

### Verkehr

#### Straße
Die Landesstraße L 2304, durchquert den Ort und verbindet ihn mit Jossa im Südwesten und Mottgers im Norden und im Abzweig über die Landesstraße L 2289 mit Zeitlofs im Nordosten.

#### Bahn
- Die Eisenbahn-Schnellfahrstrecke Hannover–Würzburg durchquert das Gemeindegebiet. Einen markanten Streckenabschnitt bildet der 2353 Meter lange Tunnel Altengronauer Forst.
- Die Bahnstrecke Flieden–Gemünden durchquert das Gemeindegebiet. Der ehemals vorhandene Haltepunkt Altengronau Nord wird heute nicht mehr bedient. Einen markanten Streckenabschnitt bildet der 208 Meter lange Ziegenbergtunnel.
- An der Bahnstrecke Jossa–Wildflecken existierte bis zur Stilllegung der Strecke am 31. März 2005 der Haltepunkt Altengronau Süd auf dem Gemeindegebiet.

#### Nahverkehr
- Die Buslinie 91 der Verkehrsgesellschaft Region Fulda mbH (VGF) verbindet seit Dezember 2006 Altengronau mit Jossa und Schlüchtern.

### Tourismus
- Die Sehenswürdigkeiten von Altengronau erschließen sich dem interessierten Besucher besonders anschaulich, wenn er den Stationen des etwa 5 Kilometer langen Kulturweges „Im Lande der Ritter von Hutten“ folgt, welcher durch das Archäologische Spessartprojekt (ASP) ins Leben gerufen wurde.
- Altengronau ist Station der folgenden, landschaftlich reizvollen Radwanderwege:
  - Hessischer Radfernweg R2
  - Rhön-Sinntal-Radweg

## Persönlichkeiten

### Söhne und Töchter des Ortes
- Adam Euler (* 21. August 1919 in Altengronau; † 2. September 1971), Politiker (FDP) und Mitglied des Hessischen Landtags (3. Wahlperiode)
- Walter Gerhäuser (* 30. Juli 1900 in Altengronau; † 25. Oktober 1993 in Bad Brückenau), Ingenieur und Marmorfabrikant

### Mit dem Ort verbundene Persönlichkeiten
- Hans Elm, Rektor der Schule in Altengronau und Heimatforscher, Herausgeber der Chronik und Festschrift zur 1200-Jahrfeier von Altengronau (1980)[25]. Wegen seiner Verdienste als Schulleiter ist die Schule im Ort nach ihm benannt.